# Onur Cinel
Onur Cinel (Essen, 17 juni 1985) is een Duits voetbalcoach.

## Carrière
Cinel ging in 2009 aan de slag als jeugdtrainer bij Rot-Weiss Essen. Na een korte passage als hoofdtrainer van TuS Heven trad hij in 2012 in dienst bij Schalke 04, waar hij verschillende functies vervulde binnen de jeugdopleiding. In 2022 ging hij parallel aan de slag als assistent van Ralf Ragnick bij de Oostenrijkse nationale ploeg.
In juni 2023 werd Cinel aangesteld als hoofdtrainer van FC Liefering, de satellietclub van Red Bull Salzburg in de 2. Liga. In april 2024 viel hij na het ontslag van Gerhard Struber in als hoofdtrainer van Red Bull Salzburg. Na afloop van het seizoen 2023/24 werd hij assistent-trainer onder leiding van de nieuwe hoofdcoach Pepijn Lijnders.
Op 19 juni 2025 kondigde de Belgische eersteklasser Cercle Brugge aan dat Onur Cinel een tweejarig contract had ondertekend in het Jan Breydelstadion.
1 Warleson ·
2 Diakité ·
3 Utkus ·
4 Gomis ·
6 Agyekum ·
8 Nunes ·
10 Augusto ·
11 Minda ·
14 Mpanzu ·
15 Magnée ·
17 Francis ·
20 Nazinho ·
21 Delanghe ·
22 Bayo ·
23 Jurado ·
27 De Wilde ·
28 Van der Bruggen ·
34 Somers  ·
66 Ravych ·
76 Lietaert ·
77 Ngoura ·
84 Langenbick ·
90 Kakou ·
99 Ouattara ·
Coach: Storck